# Wrocław
Wrocław (pronunțieⓘ, în cehă Vratislav, în germană Breslauⓘ, în latină Vratislavia, în maghiară Boroszló) este un oraș Voievodatul Silezia de Jos, Polonia, situat pe râul Odra. Are o populație de 673.743 locuitori (în 2023) al treilea oraș din Polonia. 
Wrocław a fost capitală a Sileziei, în prezent fiind capitala Voievodatului Silezia de Jos.

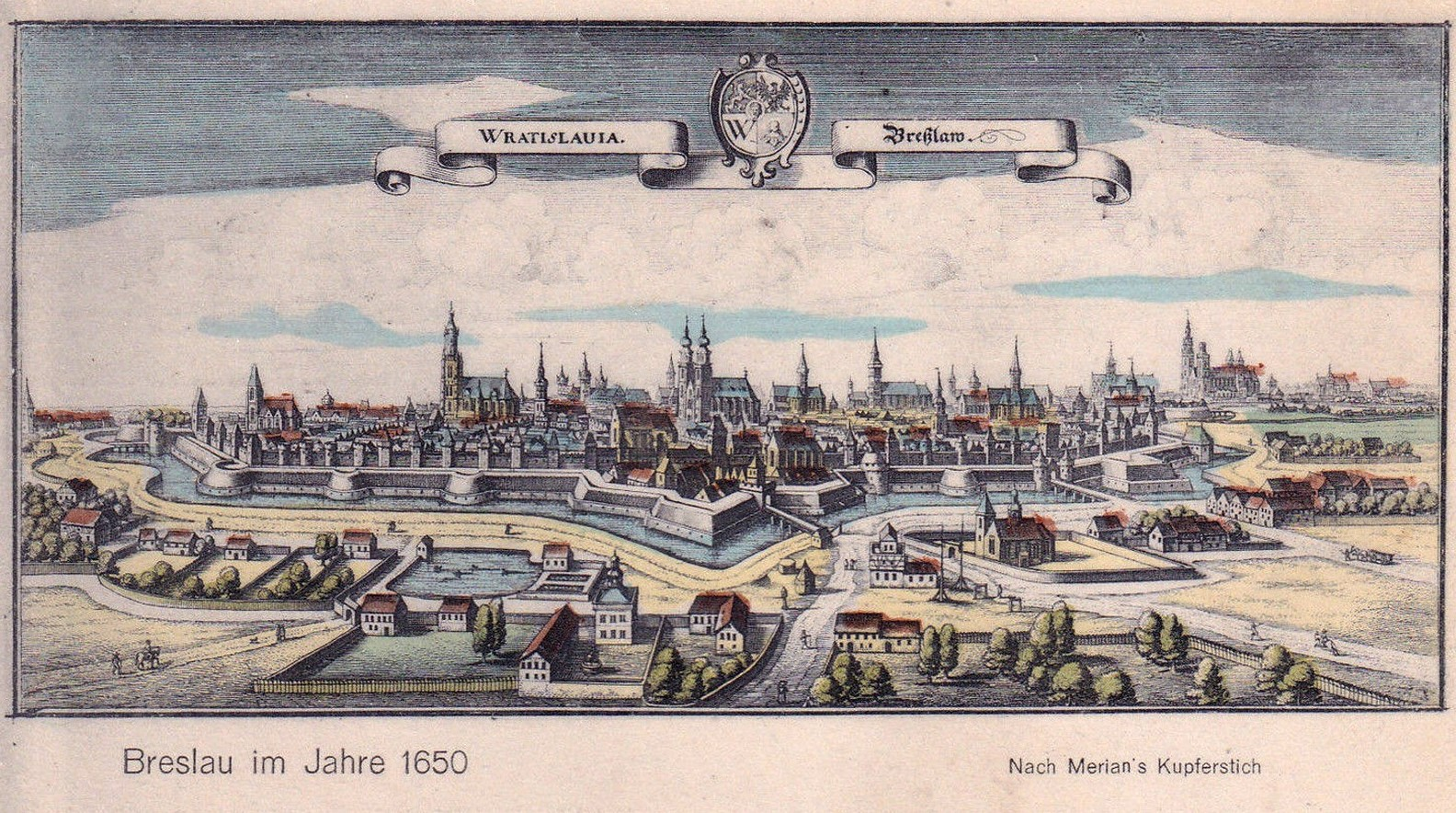
Wrocław în 1642

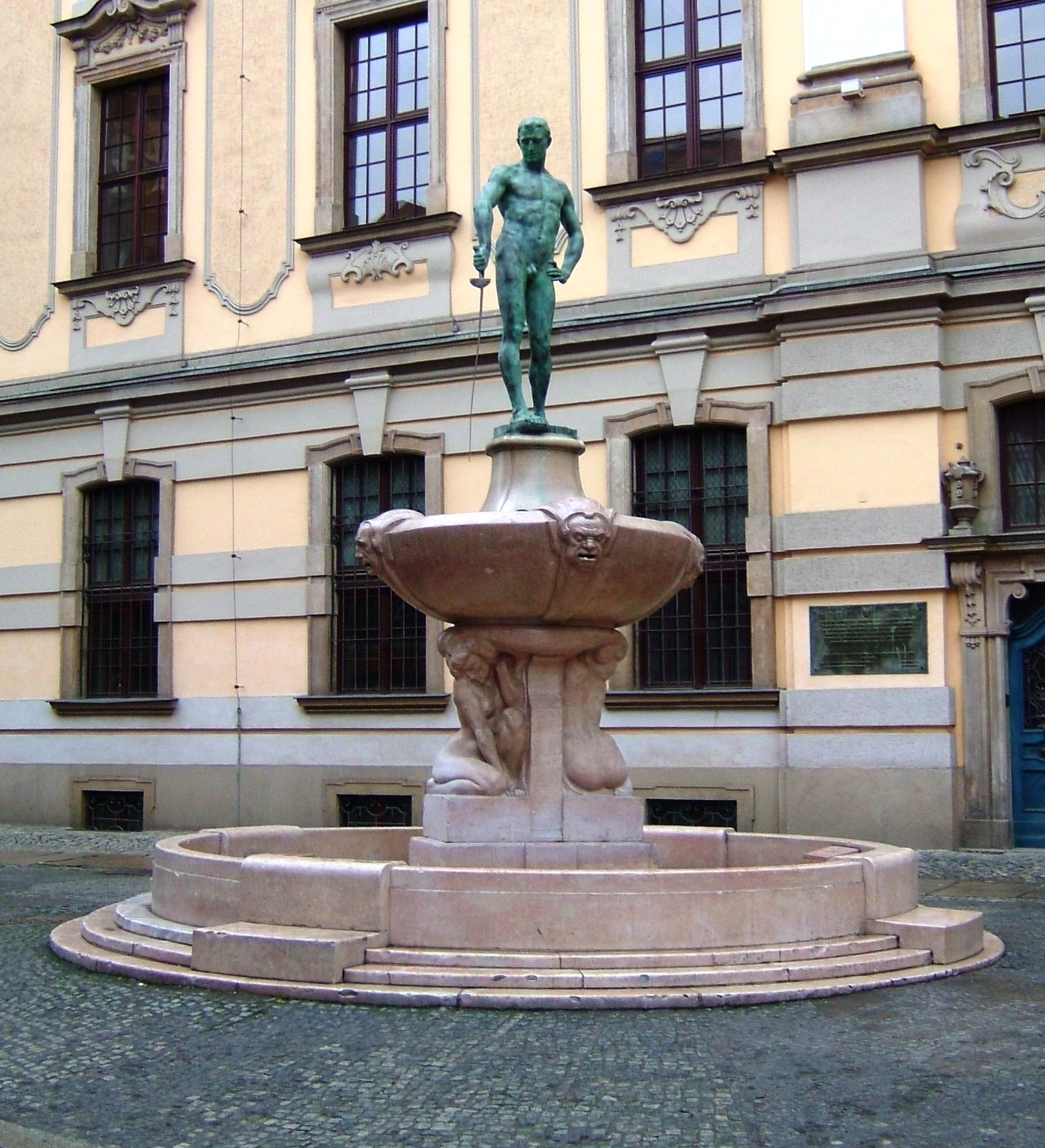
Fântâna „Szermierz” din Wrocław (1904)

## Geografie
Wrocław este situat la sud de Munții Trzebnica și la nord de Munții Sudeți, pe râul Odra. Aflat între numeroase canale, orasul este construit pe 12 insulițe, conectate prin 100-300 de poduri (depinde de criterii). Din cauza numeroaselor canale și poduri orașul este, de asemenea, numit și Veneția poloneză. Wrocław este orașul cu cel mai mult spațiu verde din Polonia. Orașul are o suprafață totală de 293 km², din care zonele construite ocupă 114 km².

## Transport
Orașul dispune de o rețea de transport în comun formată din linii de autobuz și 22 de linii de tramvai. Ca în multe alte orașe europene, programul mijloacelor de transport în comun este afișat în stații și poate fi consultat pe internet. În stațiile importante, mai ales cele din centrul orașului, ora de sosire a autobuzelor și a tramvaielor este anunțată pe mari panouri cu leduri.
Gara centrală (Wroclaw Główny) leagă Wrocław de principalele orașe poloneze, Varșovia via Łódź, Cracovia via Katowice, Szczecin si Gdańsk via Poznań precum și de Berlin, Dresda, Praga, Kiev și Viena. Gara a fost renovată și modernizată între anii 2010-2012, devenind una din atracțiile turistice ale orașului. În spatele gării se află autogara de unde pleacă autocare spre majoritatea orașelor poloneze și spre Europa.
Autostrada (al cărei tronson vestic a fost construit înainte de cel de-al doilea război mondial și modernizat la sfârșitul anilor '90) leagă Wrocław de Germania și Ucraina.
Orașul dispune de o centură ocolitoare cu o lungime de 26,8 km (A8, în poloneză Autostradowa Obwodnica Wrocławia), cu acces la aeroportul internațional Nicolaus Copernicus Wroclaw Airport. Acesta deservește orașele poloneze prin compania națională LOT, iar pe cele internaționale prin Lufthansa, SAS, Ryanair sau Wizzair.

## Economie și dezvoltare
Wrocław este cel mai important centru economic și administrativ al Sileziei de Jos, cunoscând o dezvoltare rapidă după căderea comunismului în 1989. Salariul mediu brut este de 3521,67 PLN, adică aproximativ 860 EUR (2012), iar rata șomajului de 5.8 % (2012), adică mai puțin de jumătate din rata medie a  șomajului din Silezia de Jos (13.5%). In 2012 suprafața totala a clădirilor de birouri era de 386 000 mp, plus 107 000 mp în construcție, atingând astfel cea mai puternica activitate de construcții din regiune. In anul 2012 au fost închiriați 72 000 mp, în mare parte către mari companii multinaționale.

## Demografie
Wrocław are 631 188 locuitori (2012), fiind cel de-al patrulea oraș polonez din acest punct de vedere (5.8% din totalul de 10 872 963 locuitori, după Varșovia, Cracovia și Łódź). Densitatea populației este de 2 156 locuitori/km2  față de 3 317 locuitori/km în Varșovia sau 2 320 în Cracovia. In 2012, la 100 de bărbați au fost înregistrate 114 femei. Au avut loc 3 157 căsătorii, 6 126 nașteri și 6 487 decese, sporul populației fiind negativ (-361 persoane).

## Districte administrative
Wrocław este divizat în 5 entități distincte, fiecare cu propriul corp administrativ:
- Stare Miasto
- Śródmieście
- Psie Pole
- Krzyki
- Fabryczna

## Personalități
- Piotr Włostowic (1080-1153), palatin regal;
- Willibald Alexis (1798-1871), scriitor de limbă germană;
- Fritz Haber (1868-1934), chimist evreu, laureat al Premiului Nobel pentru Chimie (1918)
- Max Born (1882-1970), matematician și fizician evreu, laureat al Premiului Nobel pentru Fizică (1954);
- Käthe Kruse (1883-1968), actriță, păpușară;
- Edith Stein (1891-1942), gânditoare evreică, victimă a nazismului, călugăriță;
- Dietrich Bonhoeffer (1906-1945), pastor luteran, victimă a nazismului;
- Reinhard Selten (1930-2016), economist, laureat al Premiului Nobel pentru Economie;
- Hugo Steinhaus (1887 - 1972), matematician și dascăl polonez;
- Wanda Rutkiewicz (1942-1992), alpinistă;
- Rafał Kubacki (n. 1967), judoka polonez;
- Eduard Buchner (1860 - 1917), biolog și chimist german, laureat al Premiului Nobel pentru Chimie;
- Paul Ehrlich (1854 - 1915), om de știință evreu-german, laureat al Premiului Nobel pentru Medicină și Fiziologie; a descoperit primul medicament împotriva sifilisului;
- Gerhart Hauptmann (1862 - 1946), dramaturg;
- Friedrich Bergius (1884, 1949), cercetător chimist german, care a inventat un proces de transformare a cărbunilor în petrol și a lemnului în zahăr;
- Otto Stern (1888 - 1969), fizician german american, distins cu Premiul Nobel pentru Fizică;
- Heimann Hariton Tiktin (1850 - 1936), profesor de lingvistică, lingvist, lexicograf, gramatician, autor de dicționare, membru de onoare al Academiei Române.

## Galerie de imagini

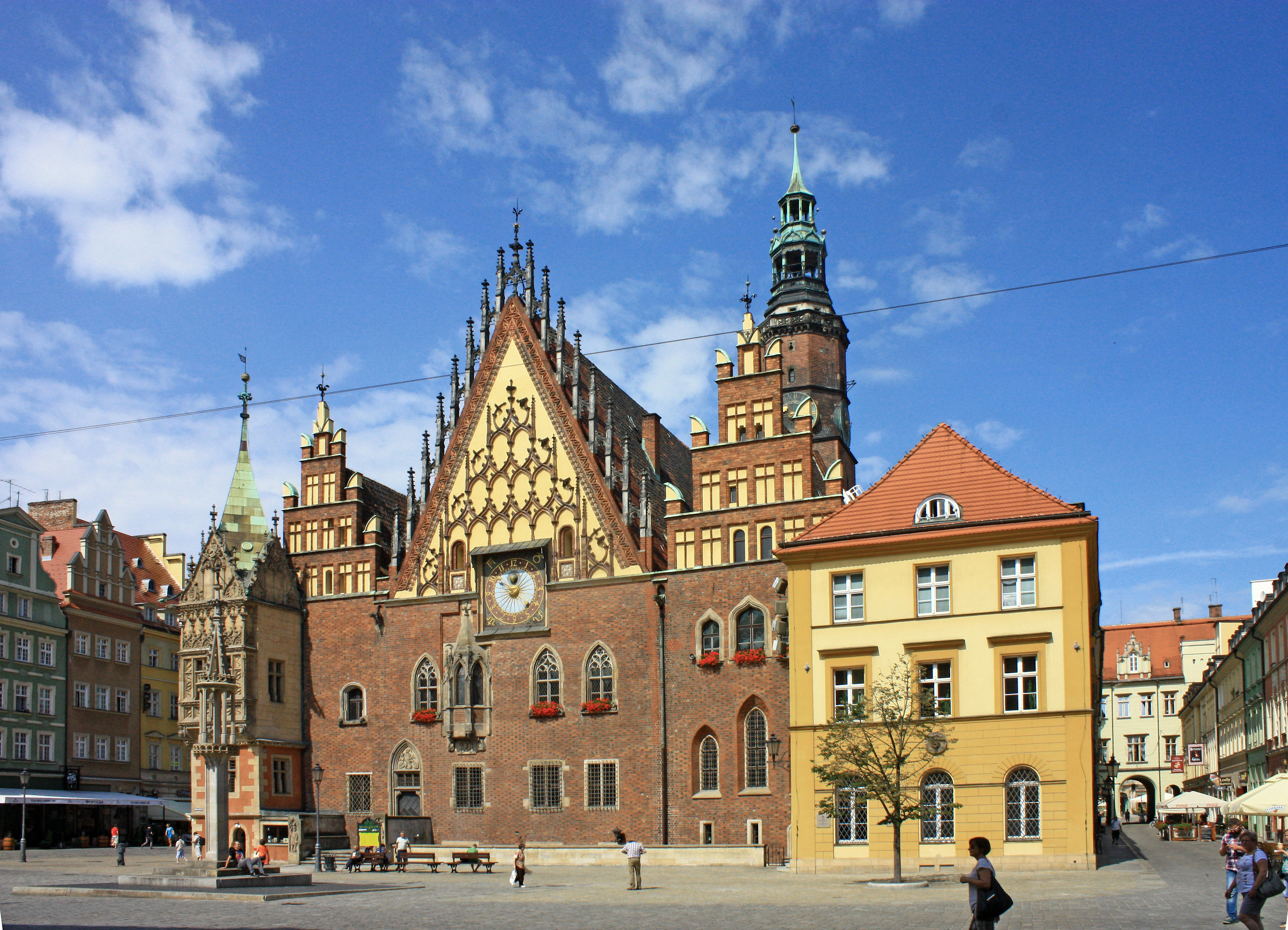
Primăria
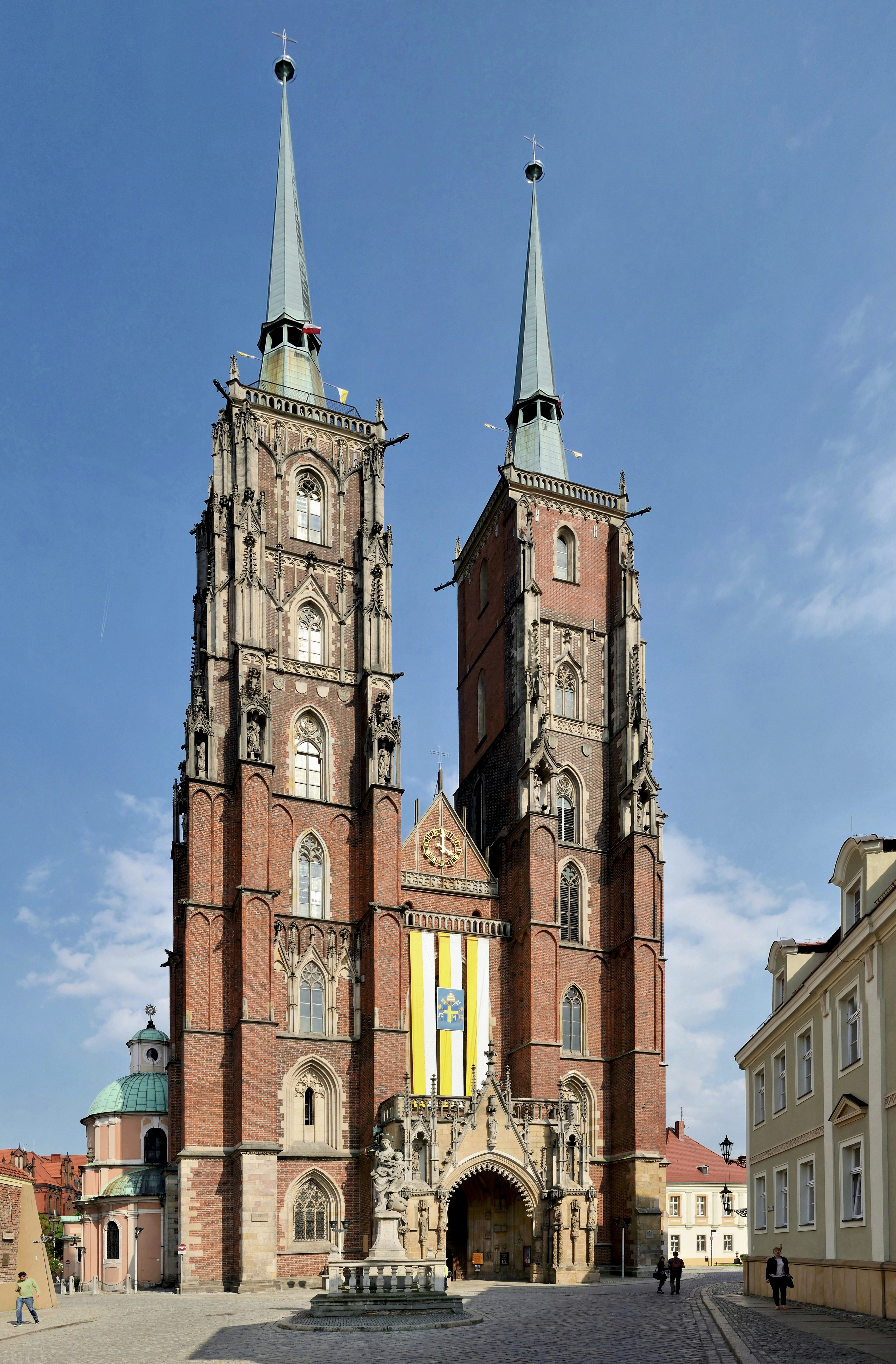
Catedrala din Wrocław
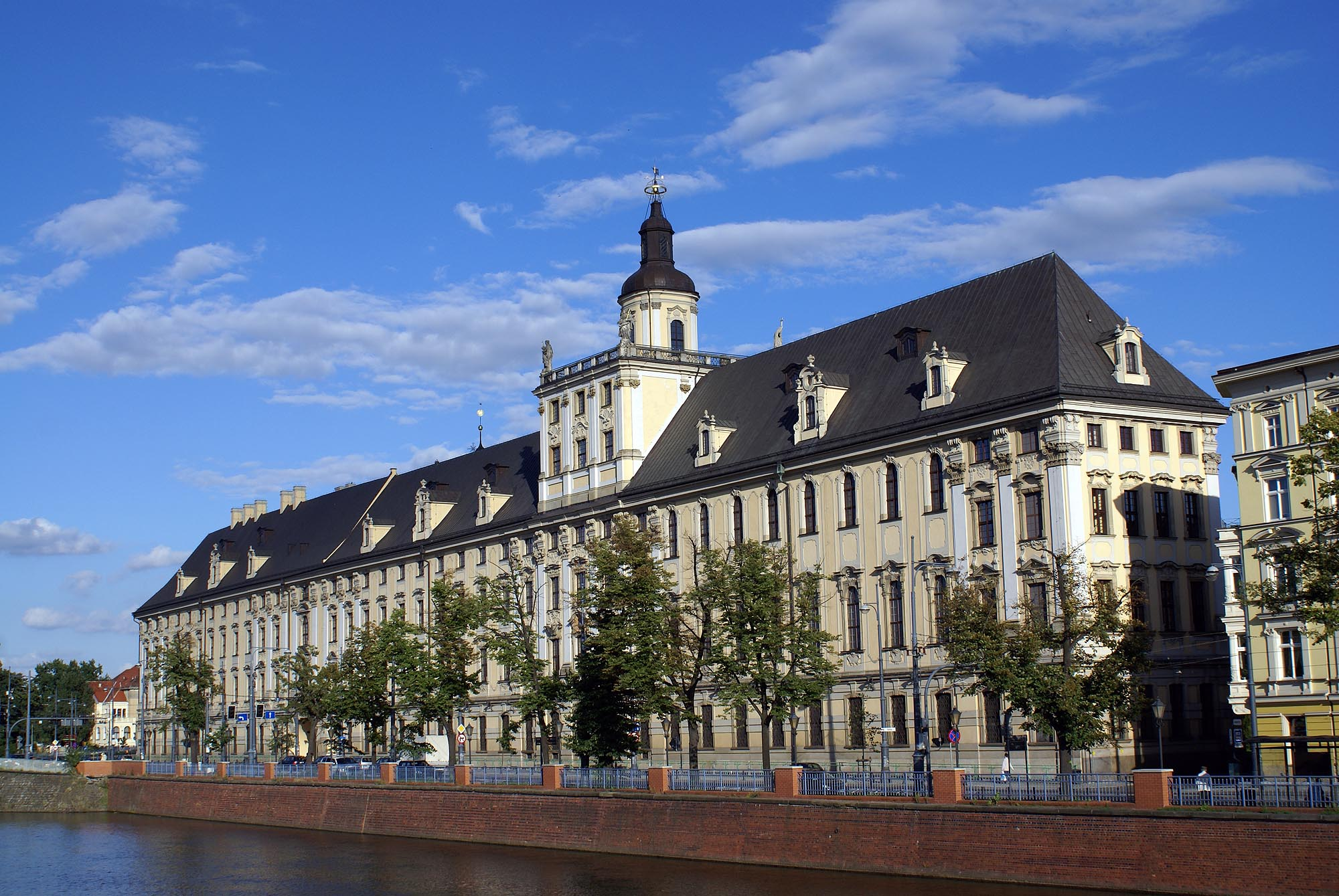
Universitatea din Wrocław
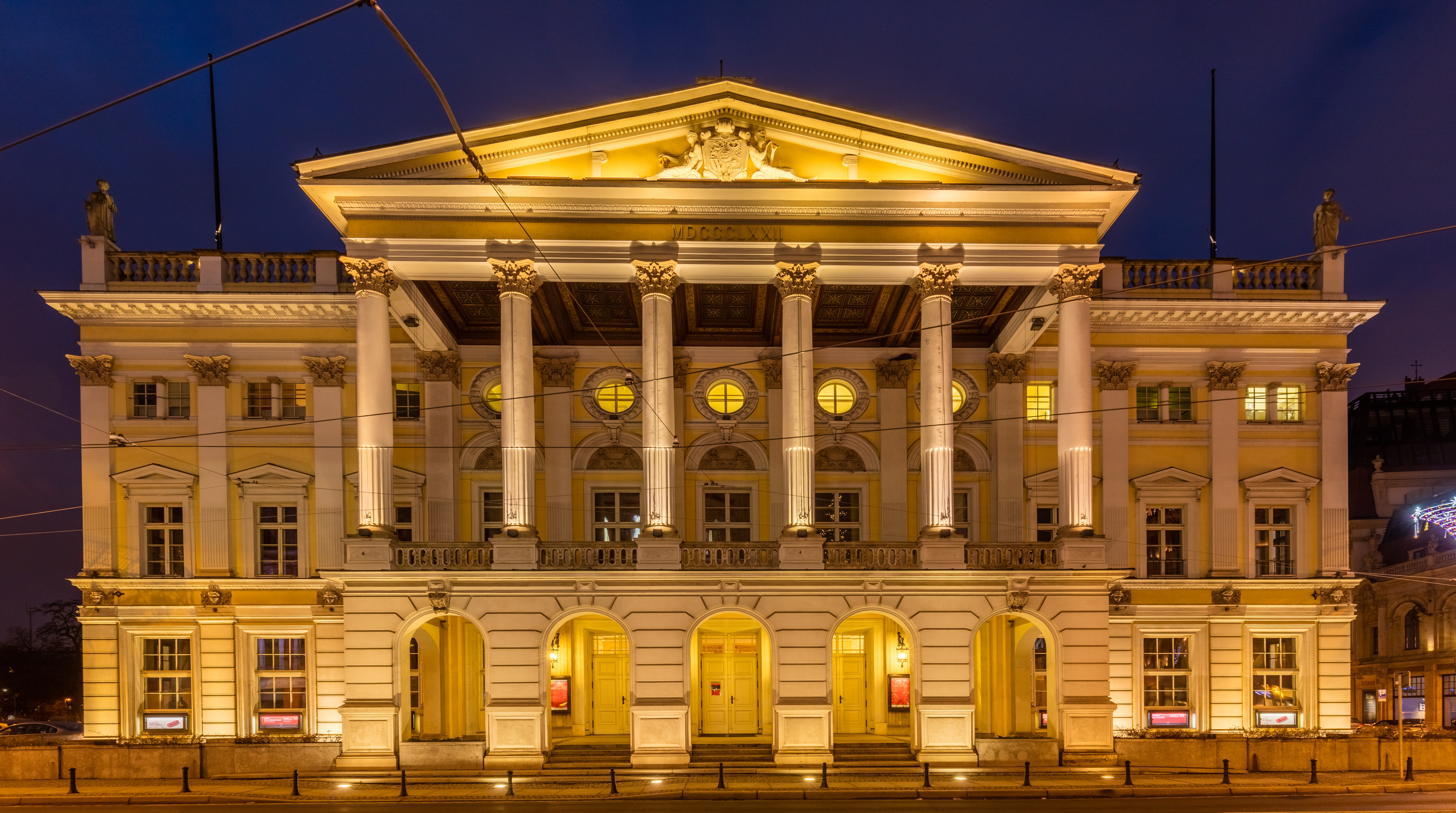
Opera din Wrocław
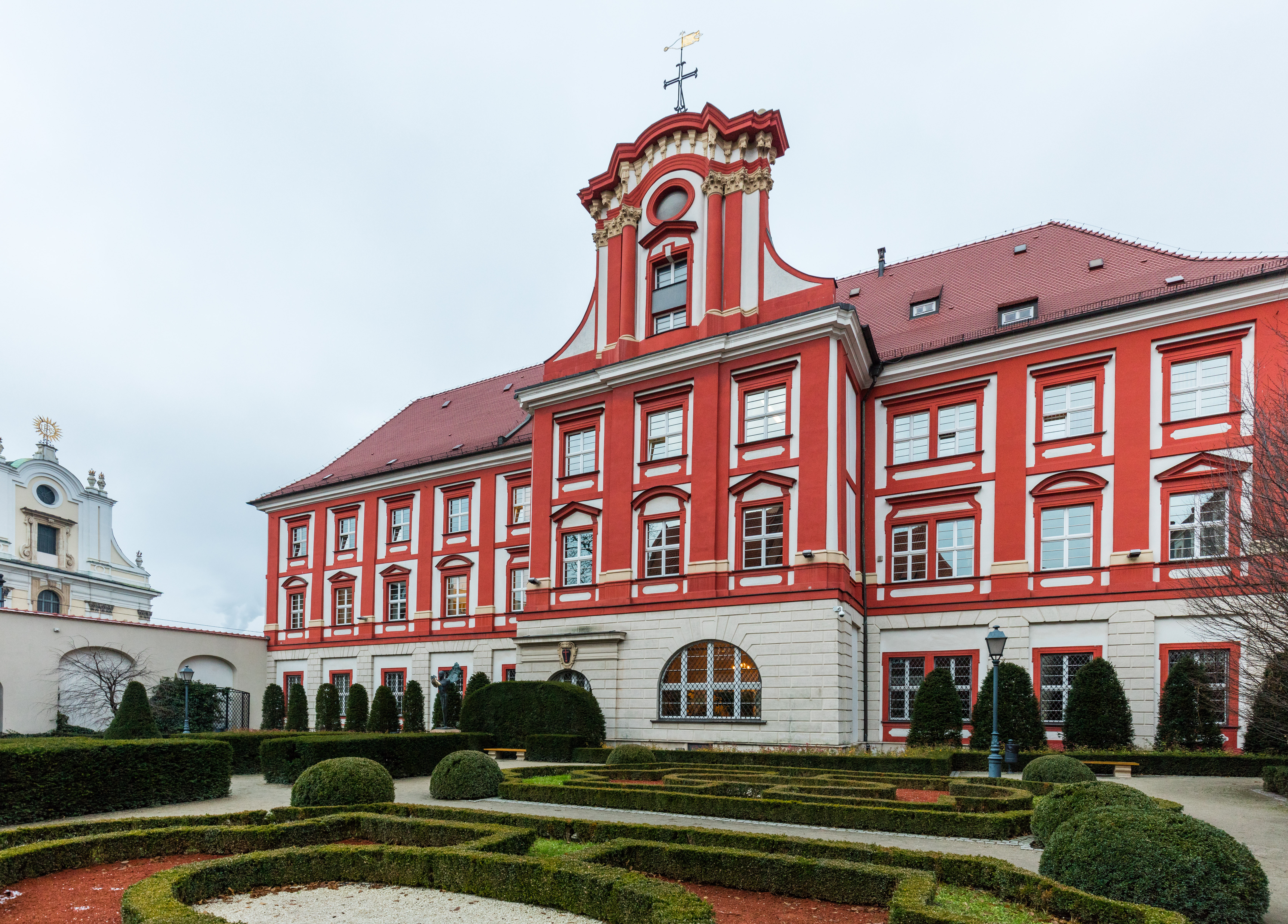
Ossolineum
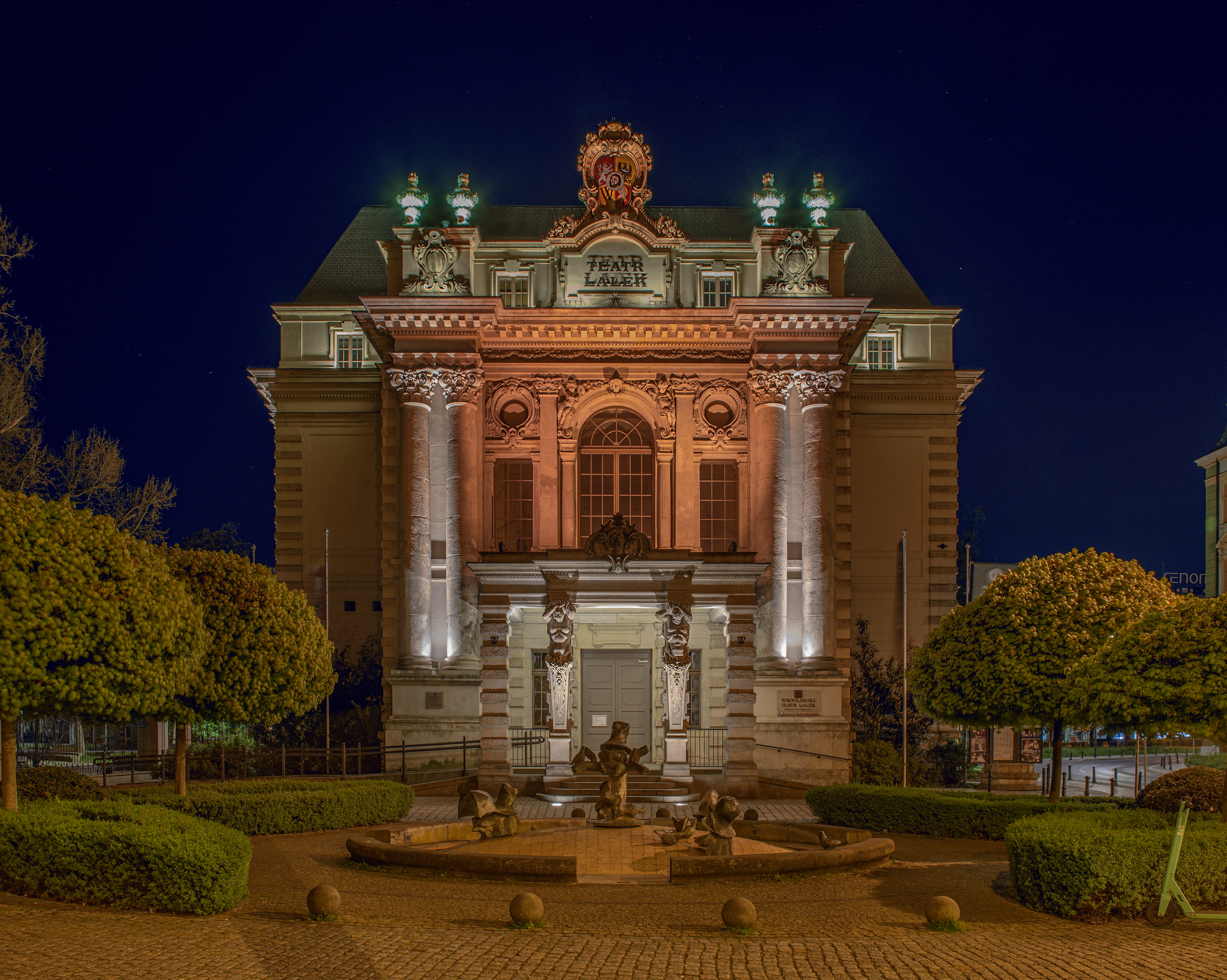
Teatrul de Păpuși
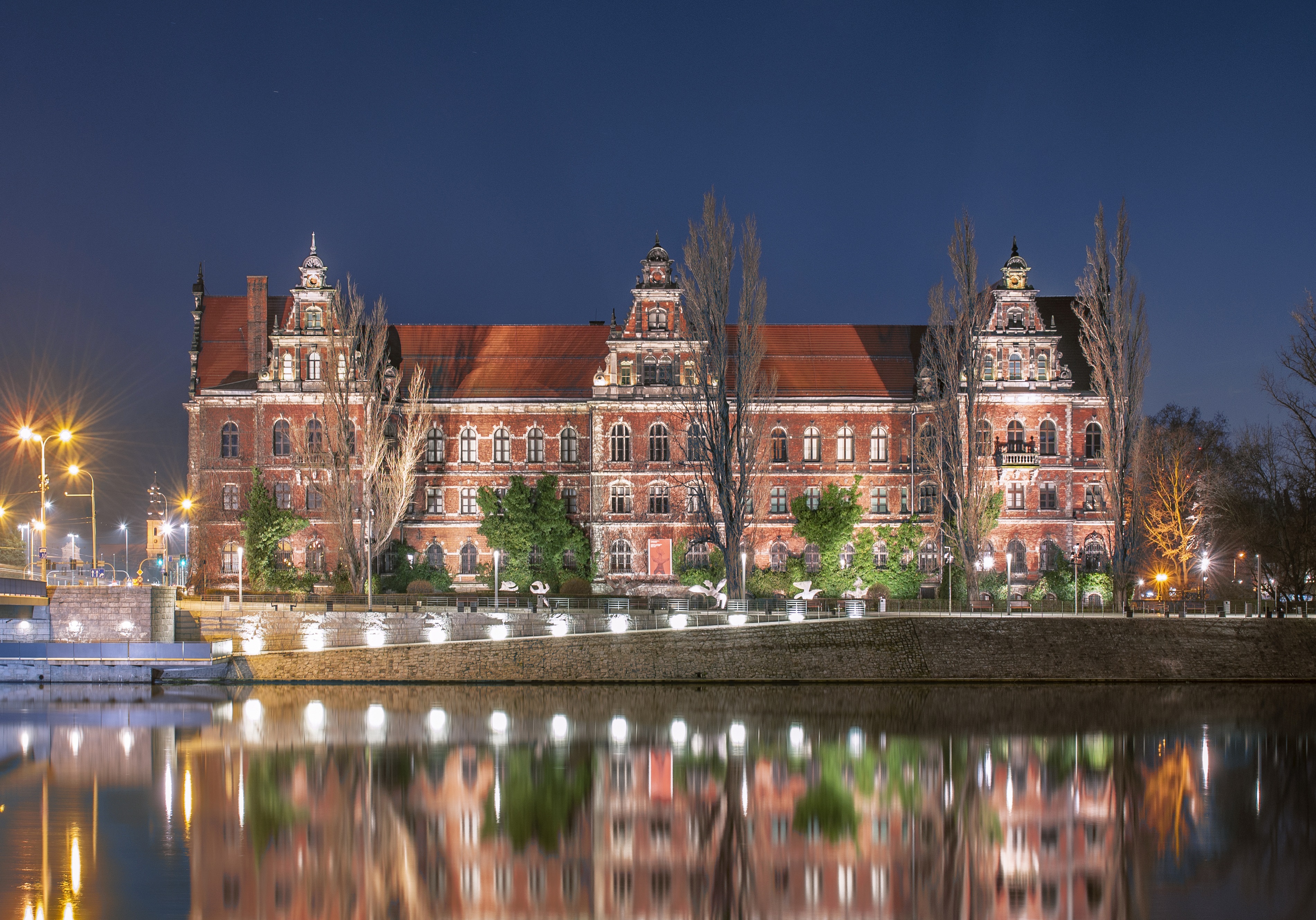
Muzeul Național din Wrocław
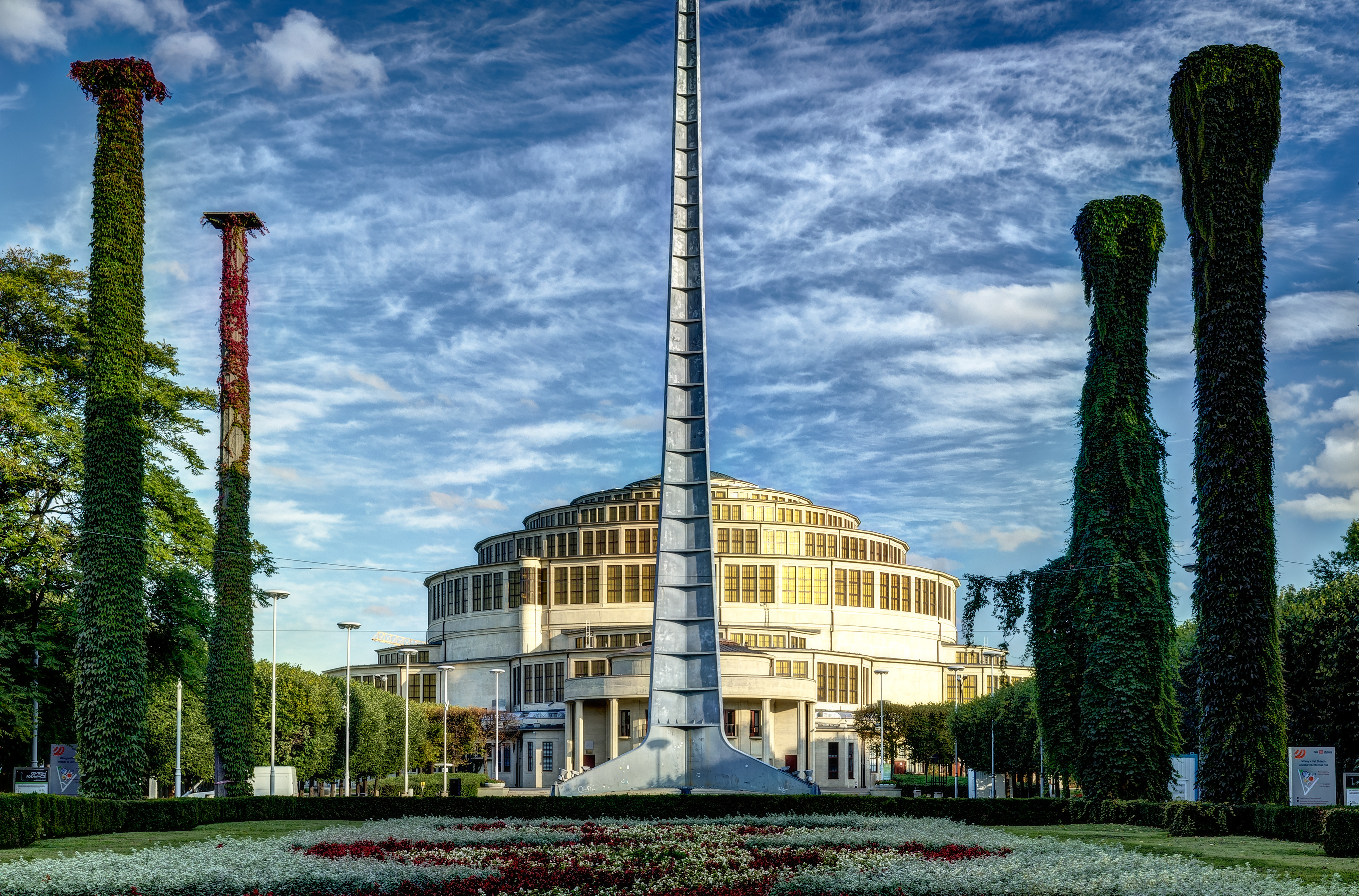
Sala Centenarului
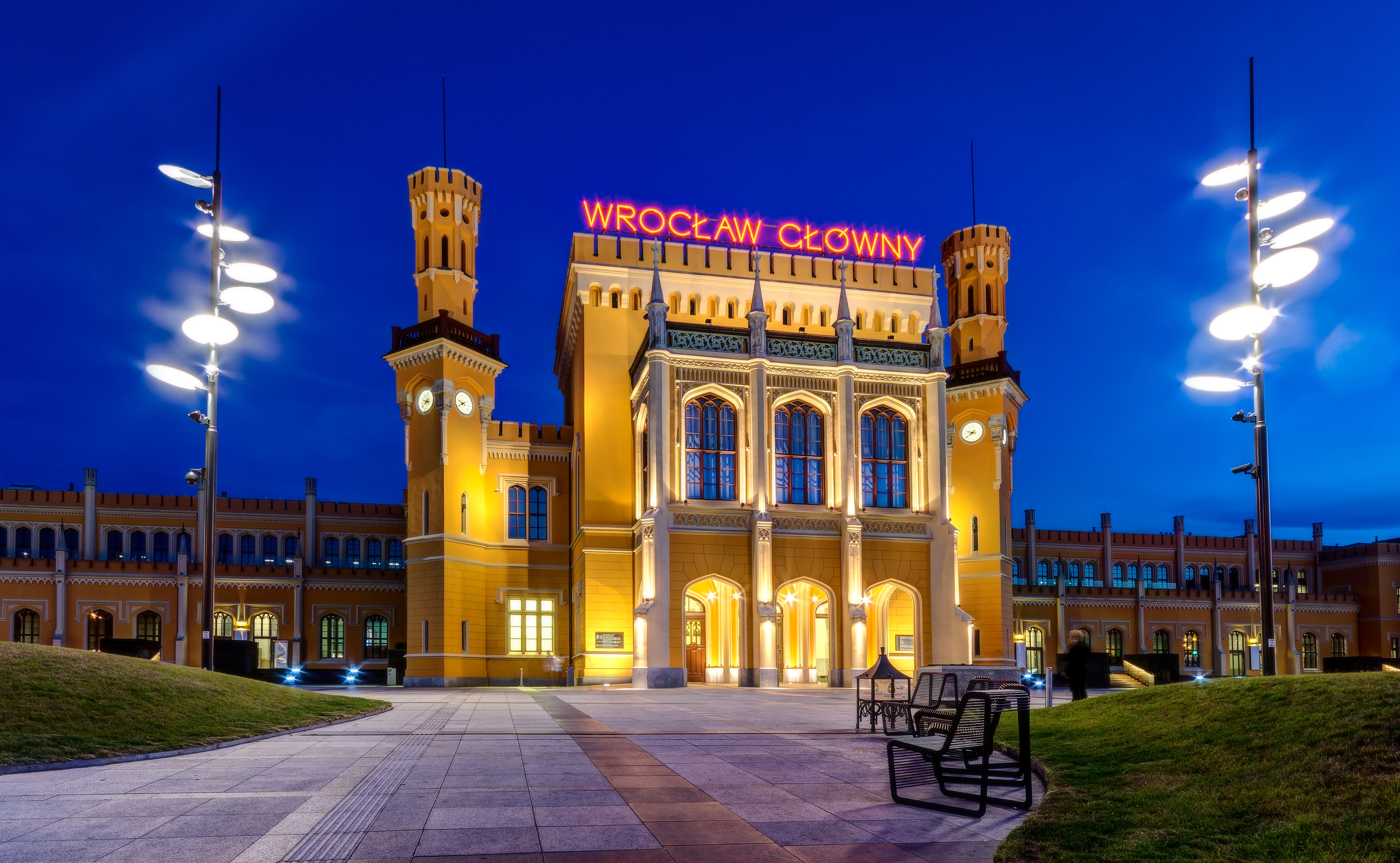
Gara centrală
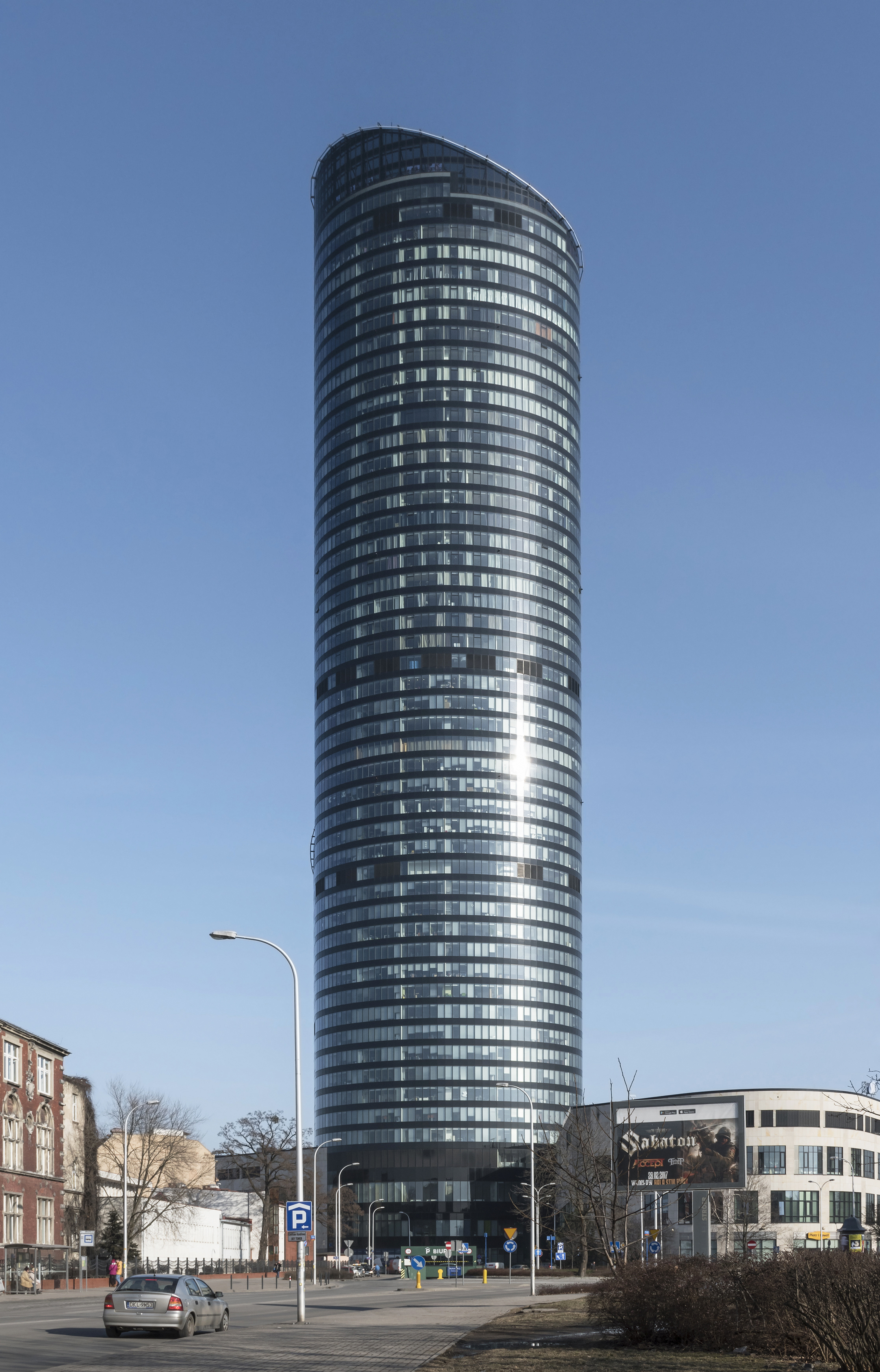
Sky Tower

## Orașe înfrățite
| - Wiesbaden, Germania din 1987 - Breda, Olanda din 1991 - Grodno, Belarus din 1991 - Ramat Gan, Israel din 1997 - Liov, Ucraina din 2002 - Kaunas, Lituania din 2003 - Hradec Králové, Cehia din 2003 - Araucária, Brasil din 2006 - Lille, Franța din 2009 |